# (293) Brasilia
(293) Brasilia est un astéroïde de la ceinture principale découvert par Auguste Charlois le 20 mai 1890 à Nice.